# Callejón de Hamel

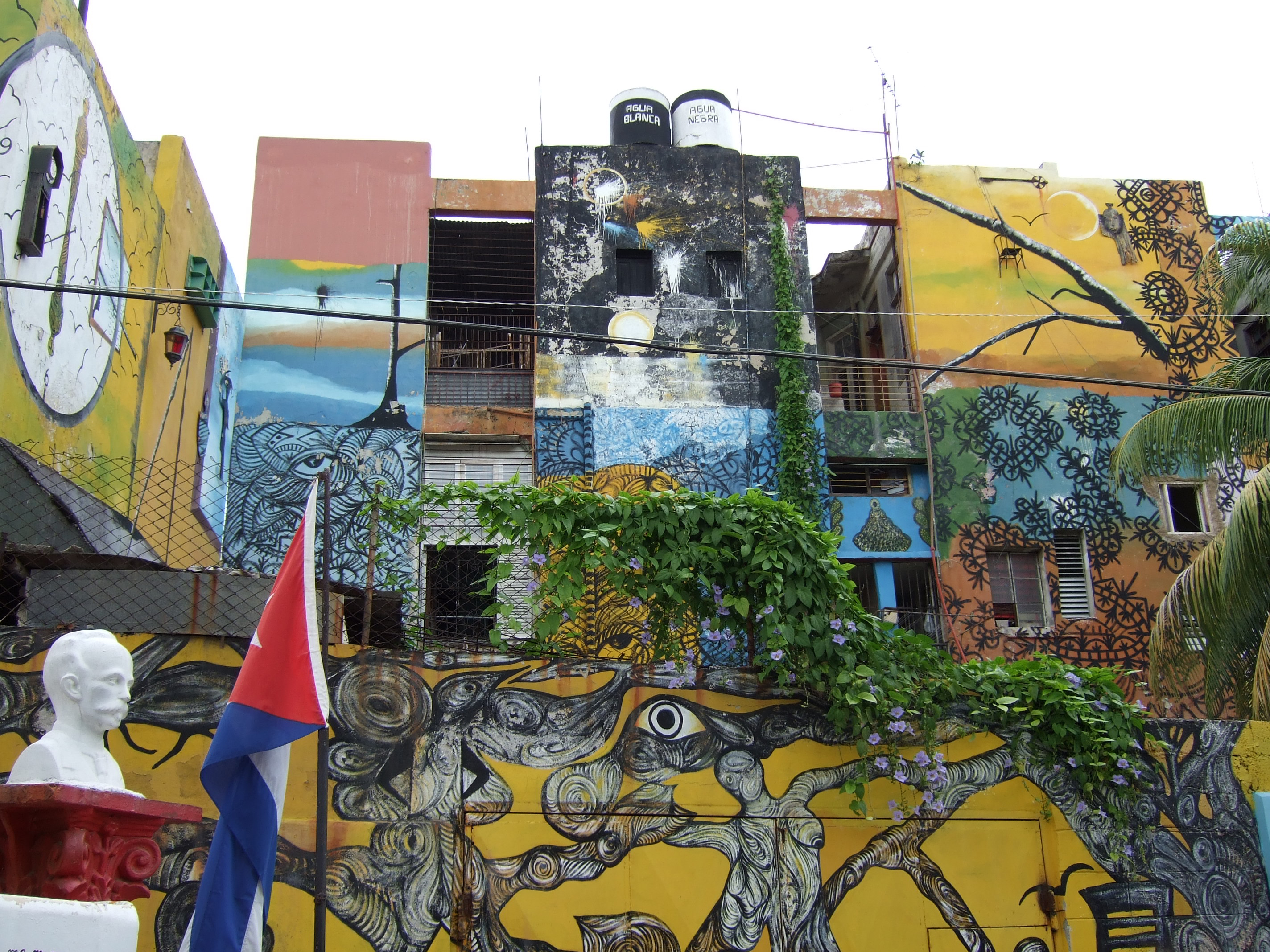
Detall del callejón de Hamel

El Callejón de Hamel és un carreró situat entre els carrers Aramburu i Hospital en el municipi de Centro Habana a la província de Ciudad de La Habana. Aquest carreró rendeix tribut a la cultura afrocubana i està ple de pintures, murals i escultures. La majoria dels murals descriuen deïtats afrocubanes. També hi ha escultures fetes de restes de velles bicicletes i banyeres abandonades.

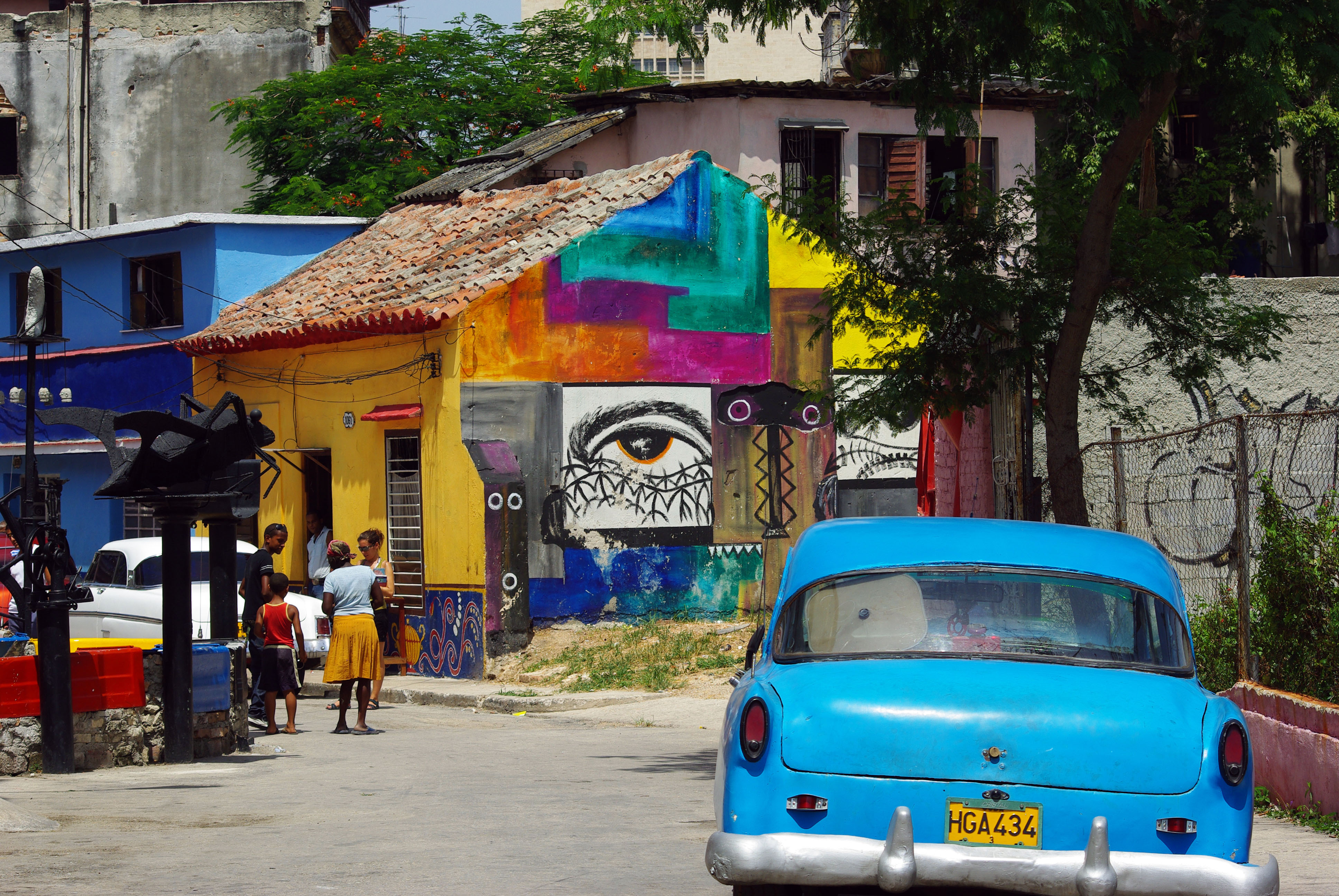
Detall del callejón de Hamel

Al migdia de cada diumenge, el Callejon de Hamel es converteix en una explosió de ball i música afrocubana, una celebració encapçalada per grups famosos com el Clavé i Guaguanco.
El seu nom es deu a Fernando Belleau Hamel, nord-americà d'origen franco-alemany, que va organitzar un negoci de matèria primera i fosa i va ser molt generós amb els seus empleats.

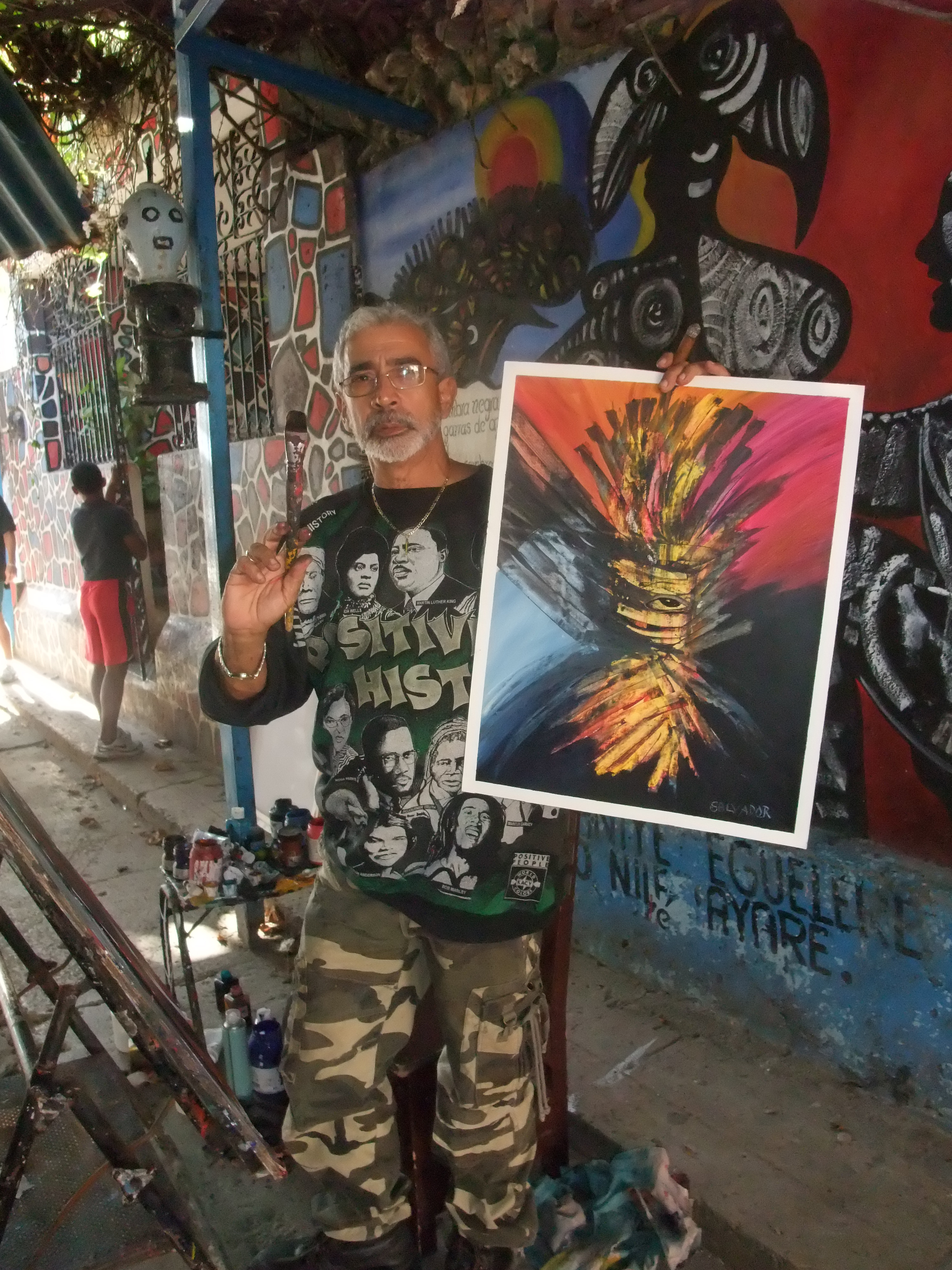
Salvador González Escalona en el lloc de treball amb la pintura "Makuto"

El 1990 Salvador González Escalona, pintor, escultor i muralista va arribar al carreró per pintar un mural a ca un amic i va acabar pintant tot el que tenia a prop.
El seu objectiu és oferir l'art creador al poble, revitalitzant un carrer oblidat pel temps i per la ciutat, i transformar-lo en una Galeria d'Art, on el mateix barri formaria part indissoluble d'una creació única en el seu gènere, al país i al món, que estigués sempre a l'abast de nens, ancians, obrers i professionals.